# Sở Hùng Dũng
Sở Hùng Dũng (chữ Hán: 楚熊勇; trị vì: 847 TCN-838 TCN), tên thật là Hùng Dũng (熊勇) hay Mi Dũng (羋勇), là vị vua thứ 12 của nước Sở - chư hầu nhà Chu trong lịch sử Trung Quốc.
Ông là con trai thứ của Sở Hùng Duyên, vua thứ 11 của nước Sở. Năm 848 TCN, Hùng Duyên chết, Hùng Dũng lên nối ngôi.
Năm thứ 6 ,người Chu tạo phản, Chu Lệ Vương xuất bôn Trệ.
Năm 838 TCN, Sở Hùng Dũng mất. Ông ở ngôi 10 năm. Em ông là Hùng Nghiêm lên nối ngôi.
Theo thẻ tre Thanh Hoa : Sở cư thì ông tên là Dũng (甬).